# Tiếng Mông Cổ Chakhar
Chakhar (chữ Mông Cổ: ᠴᠠᠬᠠᠷ Čaqar, chữ Kirin: Цахар, Tsakhar; giản thể: 察哈尔; phồn thể: 察哈爾; bính âm: cháhā'ěr) là một dạng tiếng Mông Cổ nói ở trung phần Nội Mông. Đây la cơ sở cho chuẩn phát âm tiếng Mông Cổ ở Nội Mông và về mặt âm vị học thì gần gũi với tiếng Mông Cổ Khalkha.

## Vị trí và phân loại

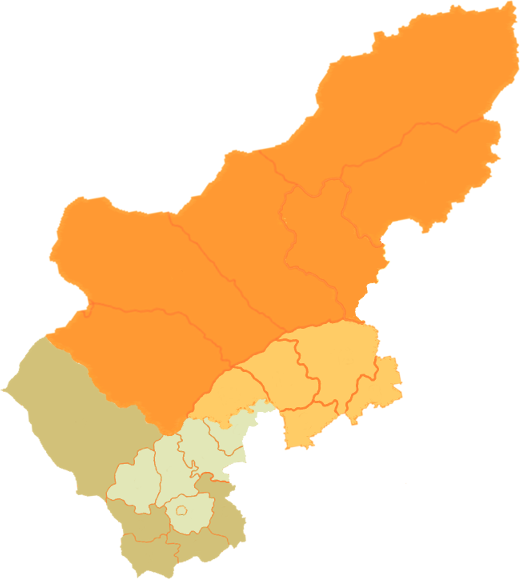
Minh Xilingol (cam đậm và cam nhạt) và địa cấp thị Ulanqab (xanh đậm và xanh nhạt). Tiếng Mông Cổ Chakhar được nói ở vùng nhạt màu hơn.

Từ Chakhar có ba định nghĩa khác nhau. Một là phương ngữ Chakhar lõi hay "đích thực", có 100.000 người nói, hiện diện ở các kỳ Siluɣun Köke, Siluɣun Köbegetü Čaɣan, Köbegetü Sir-a, Tayipusė, Dolonnuur của minh Xilingol và ở kỳ Chahar Hữu Dực Hậu, Chahar Hữu Dực Trung, Chahar Hữu Dực Tiền, Šaŋdu và Quvadé của địa cấp thị Ulanqab. Theo định nghĩa rộng hơn, cụm Chakhar gồm Chakhar đích thực, Urat, Darkhan, Muumingan, Dörben Küüket, Keshigten ở Ulanqab. Còn một định nghĩa rộng hơn nữa, nó bao gồm thêm các phương ngữ Üjümchin, Sönit, Abaga, Shilinhot ở Xilingol.